# Qwiki
Qwiki是一個展示互動、即時的多媒體資訊的網站，用戶可以輸入任可一個題目來創造一段Qwiki影片。Qwiki會從不同的網站選取資料及圖片，然候以語音合成軟件讀出相關內容。由企業家格·依姆布魯斯，和AltaVista搜尋引擎的創辦人路易·莫尼爾共同創辦。
2013年7月2日，Qwiki為Yahoo!收購。
2014年11月1日，Qwiki停止服務。

## 描述
Qwiki在2010年贏得「TechCrunch Disrupt」獎後，於2011年1月24日發佈了Alpha測試模式。
在2011年1月，Qwiki在Facebook共同創辦人愛德華多·薩維林的帶領下籌得800萬美元，其他投資者包括YouTube共同創辦人佐特·卡里姆以及Juniper Networks的共同創辦人普拉迪普·辛都。機構投資者則有Lerer Media Ventures、Tugboat Ventures和Contour Venture Partners，個人投資者集團是由紐約市為基礎的費利克斯投資公司安排的。在2011年1月24日，Qwiki發佈了公開Alpha測試版。
在2011年3月，Qwiki從Groupon和Lightbank的共同創辦人布拉德·奇威爾和埃里克·里夫哥夫斯基籌得額外的100萬美元，另總額達到1千500萬美元。
Qwiki未來打算讓用戶連接自己的Facebook或LinkedIn帳戶，打造介紹自己的Qwiki影片 。
此網站亦讓用家能以簡單的方法分享Qwiki影片到不同的社交網站。在2011年4月，Qwiki發佈了它的iPad應用程式。該程式有一個網頁版本沒有的功能，就是可以讓用家瀏覽Google地圖，而地圖上則有不同的Qwiki標籤。那些標籤則會連結用戶到關於那個地點的Qwiki影片。於應用程式發佈後七天，該程式以達到500,000下載次數。